# Brave Frontier
Brave Frontier (ブレイブフロンティア?, Bureibu Furontia) è stato un videogioco di ruolo giapponese, sviluppato dalla A-Lim e pubblicato da quest'ultima per dispositivi iOS e successivamente per Android. Il gioco è stato pubblicato in Giappone il 3 luglio 2013. Successivamente venne lanciata una versione a livello globale, pubblicata da Gumi il 13 dicembre 2013. Il 5 maggio 2014 viene lanciata infine una versione a livello europeo sempre dalla Gumi. Il server europeo ha chiuso il 7 gennaio 2019. Su metacritic il gioco ha una valutazione di 6,4

## Trama
Il gioco inizia con l'apparizione di una luce verde, che si presenterà con il nome di Lord Lucius, un dio alleato con gli umani e l'unico che ha l'intento di aiutare la razza umana da una prossima catastrofe. Successivamente Lord Lucius ci chiederà il nostro nome (nome a nostra scelta, che verrà poi attribuito all'account di gioco) e ci darà la possibilità di scegliere un'unità tra le quattro disponibili, di cui ognuna di essa gode di un proprio elemento. Le unità messe a disposizione da Lord Lucius sono:
- Selena (Acqua)
- Vargas spadaccino (Fuoco)
- Lance il lanciere (Terra)
- Eze il guerriero (Tuono)

Scelta la nostra unità, Lord Lucius, fiducioso nelle nostre capacità da Evocatore, ci darà accesso a Grand Gaia, la regione dove stanno per avvenire le più impensabili problematiche. Inizieremo il gioco facendo conoscenza con una semi-dea di nome Tilith, che sarà la nostra guida per buona durata del tutorial, e una delle prime compagne d'avventura. Faremo successivamente conoscenza con Karl, un abile guerriero dai capelli blu che ci farà conoscere i meccanismi di gioco e il sistema di evocazione delle unità, e altri personaggi protagonisti della storia come Seria, Paris, Lugina e Grahdens.

## Modalità di gioco
Sempre nella schermata principale di gioco, saranno presenti sette modalità di gioco, che possono essere scorse trascinando il dito sullo schermo verso destra o verso sinistra:
- MISSIONE: In questa modalità possiamo seguire la storia del gioco, affrontando numerosi nemici, e potentissimi boss. Le regioni accessibili sono Grand Gaia, Fenditure, e Ishgria, che, a loro volta, sono suddivise in più zone, di cui ognuna di esse contiene ambientazioni differenti e fantastiche (vulcani, torri stregate, foreste, castelli, ecc...). All'inizio del gioco sarà possibile solamente accedere alla regione Grand Gaia, in quanto Fenditure e Ishgria vengono sbloccate con il progredire della storia.
- VORTICE: Entrando invece nella VORTICE, troveremo diversi dungeon, ovvero missioni (che non hanno niente a che vedere con la precedente modalità), nel quale potremmo catturare unità speciali, oggetti rari, e persino unità esclusive che possono rendersi utili e molto versatili nella nostra squadra.
- PARATE: In questa modalità invece, troviamo quattro differenti dungeon:
  - PARATA DI METALLO: In questa parata è possibile affrontare sette differenti dungeon, in cui è possibile ottenere diverse unità elementali da fusione (ad esempio nella Parata delle tenebre, è possibile ottenere unità solamente oscure, nella Parata luce solamente unità luce e così via), anche se tra tutte, è presente una parata chiamata appunto "Parata di metallo!". in cui è possibile ottenere unità da fusione con elemento casuale. Se di utilizzano tre chiavi di metallo per aprire il dungeon, oltre ai sette comuni dungeon, verrà aperto un'ulteriore dungeon che permetterà di ottenere unità elementali più rare.
  - PARATA DEI GIOIELLI: In questa parata è presente un solo dungeon in cui è possibile ottenere unità che se vendute, faranno guadagnare molti Zel. Anche qui, con l'utilizzo di tre chiavi, sarà possibile accedere a un dungeon che rilascia unità più rare.
  - GIARDINO DEI FOLLETTI: In questa parata, invece, è possibile ottenere degli speciali folletti con cui è possibile aumentare un determinato parametro (HP, ATT, DIF, o REC) di un'unità in nostro possesso.
  - ROVINE DELLA CONOSCENZA: In quest'ultima parata, invece, è possibile ottenere a fine missione, tanti punti esperienza per il proprio account, e, se si ha la fortuna, anche delle unità chiamate Mermion, che possono essere vendute in cambio di Zel o scambiate per Punti Merito. Anche qui con l'utilizzo di tre chiavi è possibile accedere a un dungeon che conferisce molta più esperienza.
- Capitale Imperiale RANDALL: In questa modalità, si ha accesso a quattro edifici differenti:
  - Laboratorio degli Evocatori: In questo edificio si ha accesso a delle speciali prove che, se superate con successo, si avrà poi come regalo speciali unità o rarissime sfere, che potremmo inserire o assegnare alle unità nella nostra squadra.
  - Sala degli Evocatori di Akras - Sede d'esame: In questo edificio, invece, si ha accesso a una specie di torneo chiamato "Cacciatore di Frontiera", volgarmente chiamato "Frontier Hunter" (abbreviato FH), che viene decretato e lanciato dallo staff del gioco, il quale lo rende accessibile avvisando i giocatori attraverso i social network del gioco o comunque tramite la schermata iniziale del gioco stesso (Notizie importanti). L'obiettivo è di accumulare più punti possibili in missioni speciali (facenti parte del Frontier Hunter). Più punti si hanno, e più si salirà rango in classifica. Una volta terminato il torneo, che di solito dura cinque giorni, lo staff analizzerà i punteggi dei giocatori e provvederà a bannare eventuali cheater. In base alla posizione in classifica verranno assegnati dei punti speciali (HR) che decreteranno la nostra forza da Evocatore e i premi che ci spettano.
  - Sala degli Evocatori di Akras - Ufficio amministrativo: In questo edificio, verremmo accolti da una segretaria a servizio degli Evocatori. In questo edificio avremmo accesso a quattro opzioni differenti:
    - Missioni: In questa zona della Sala degli Evocatori, possiamo accettare diverse sfide, battere record stabiliti dal gioco, scambiare Zel, Karma e unità con Punti Merito, oppure scambiare sempre questi punti con delle unità da evoluzione/miglioramento, sfere o chiavi.
    - Ricevi chiavi: In questa zona, invece, avremmo la possibilità di ritirare giornalmente una "Chiave metallo" oppure una "Chiave gioiello", che permettono di sbloccare i dungeon PARATA DI METALLO oppure il dungeon PARATA DEI GIOIELLI, presenti nella modalità VORTICE. La distribuzione della chiavi avviene solamente dal Lunedì al Venerdì. È comunque possibile veder quando ritirare la chiave attraverso la funzione di ritiro. Il numero massimo di chiavi accumulabili è di 15 per ogni tipo, dopodiché non potranno più essere ritirate.
    - Slot: Nella zona Slot, si avrà accesso a una slot machine dove sarà possibile vincere premi per il miglioramento delle nostre unità e molto altro!
    - Record: Nella zona Record, infine, possiamo visualizzare tutte le statistiche del proprio account, ad esempio il giorno di registrazione al gioco, i giorni d'accesso, il numero di unità trovate, i Brave Burst lanciati, gli Zel ottenuti e tantissime altre curiosità.

  - Sfera: In questo edificio, invece, sarà possibile creare svariate sfere che potranno essere date alle unità così da renderle molto più resistenti e forti.
- Capitale Imperiale Randall - MISSIONI GIORNALIERE: In questa modalità si accederà direttamente alla Sala degli Evocatori di Akras - Ufficio amministrativo (vedi sopra).
- RAID: In questa modalità, è possibile affrontare delle sfide assieme ad altri giocatori in tempo reale. Al suo interno sarà possibile aprire una stanza o cercarne una così da parteciparci.
- ARENA: In quest'ultima modalità, potremmo far competere la nostra squadra contro squadre di altri giocatori. Diversamente dalle normali modalità di gioco, nella modalità ARENA, non saremo noi a comandare le nostre unità, bensì saranno loro ad attaccare e a lanciare il loro attacco "Brave Burst" o "Super Brave Burst" (mosse finali). In ARENA esistono moltissimi ranghi che, se raggiunti, portano a sostanziose ricompense oltre che a spingerci in vetta alla classifica ARENA. Nella modalità ARENA potremmo inoltre visualizzare le proprie statistiche all'interno di essa (Registro), visualizzare la classifiche (Classifica amici e Classifica generale) oppure possiamo aggiornare il nostro team ARENA (Squadra).

Attenzione: Le Classifica generale dell'ARENA è a livello Europeo.

## L'Energia e le Sfere Arena
- Energia: L'Energia è una barra verde situata nella schermata principale; questa viene utilizzata per accedere alle missioni, ai dungeon e in tutti quei posti dove sono presenti combattimenti, eccezione fatta per l'ARENA e per il Frontier Hunter). L'Energia si ricarica di 1 ogni 2 minuti e mezzo, ma è comunque possibile ripristinarla del tutto a ogni level up, oppure, andando su "Negozio", su "ALTRO" e successivamente su "Recupero Energia", e, al prezzo di una gemma, sarà possibile ripristinare tutta la barra dell'Energia. La quantità di Energia disponibile all'inizio del gioco sarà veramente poca, ma più si aumenterà di livello, e più l'energia verrà estesa, permettendoci dunque di accedere a missioni che ne richiedono una maggiore quantità.
- Sfere Arena: Queste sfere servono per accedere alla modalità ARENA. Ogni qual'volta accederemo nell'ARENA, verrà utilizzata una sfera, indipendentemente sia l'esito che avremo al suo interno. Una sfera arena si ricarica ogni ora, ma è possibile comunque ricaricarle tutte e tre all'istante a ogni level up, oppure andando su "Negozio", su "ALTRO", e successivamente su "Recupero Energia Arena", sempre al prezzo di 1 gemma. Diversamente dall'Energia, però, le sfere arena non si estenderanno a ogni level up, ma resteranno sempre 3.

## Gemme, Zel e Karma
- Gemme: Le gemme sono speciali pietre arcobaleno che permettono di evocare unità nell'opzione "Invoca", ripristinare completamente l'Energia e le sfere arena, rinascere in caso di morte in una missione o in un dungeon, ampliare lo spazio unità, lo spazio oggetti e la capacità amici. Le gemme si acquistano con denaro reale, in blocchi da 1 gemma, 5 gemme, 12 gemme, 24 gemme, 50 gemme e 100 gemme, oppure tramite regali dallo staff, al completamento di alcuni dungeon, missioni specifiche, oppure grazie al sistema di daily-gift.
- Zel: Gli Zel, invece, sono speciali monete d'oro che vengono impiegate per la fusione delle unità, l'evoluzione, l'acquisto di oggetti in "Città" e molto altro. Gli Zel si guadagnano nelle MISSIONI, in molti dungeon, vendendo unità, possono essere ricevuti dagli amici come regalo giornaliero, che vengono regalati dallo staff, o tramite il sistema di daily-gift. Esiste comunque, un dungeon speciale (CRIPTA DORATA) che permette di guadagnare innumerevoli Zel.
- Karma: Infine c'è il Karma, che si ottiene anch'esso nelle MISSIONI e nei dungeon; diversamente dagli Zel, viene impiegato spesso in "Città", per eseguire le migliorie delle costruzioni e per creare le sfere. Esiste anche per il Karma un dungeon speciale (PALESTRA DELLE ANIME) che permette di guadagnarne in grande quantità oltre a notevoli punti esperienza.

## I menù di gioco
Ancora nella schermata principale, sotto le modalità di gioco spiegate in precedenza, si hanno accesso ad altre sei differenti opzioni di gioco:
- Home: Cliccando su Base si viene catapultati immediatamente nella schermata principale di gioco.
- Unità: Su Unità invece, avremmo accesso ad altre sette differenti opzioni, ovvero:
  - Fondi: Con quest'opzione avremmo accesso alle nostre unità, dove sarà possibile effettuare fusioni tra di esse.
  - Evolvi: In quest'opzione sarà possibile evolvere le unità.
  - Squadre: Qui, invece, potremmo formare una squadra o più.
  - Vedi unità: In quest'opzione sarà possibile osservare solamente le unità senza prendere azioni nei confronti di esse.
  - Vendi: Qua invece, si potranno selezionare le unità che si desidera vendere in cambio di Zel.
  - Equipaggia sfera: Quest'opzione permette di assegnare a un'unità una determinata sfera.
  - Guida unità: Infine, in quest'opzione, sarà possibile accedere a un elenco di tutte le unità presenti nel gioco. Le unità trovate potranno essere visibili con la rispettiva icona e il codice di posizionamento nella lista, mentre le unità non trovate avranno un punto di domanda e il rispettivo codice di posizionamento.
- Città: Nell'opzione "Città" si viene mandati in un piccolo villaggio. In questo villaggio sono presenti cinque edifici (Oggetti, Migliorie, Sintesi, Sfere, Musica) nel quale possiamo adoperare differenti azioni in base all'edificio che scegliamo (es. Nell'edificio Musica, si possono acquistare le soundtrack di gioco utilizzando gli Zel). Oltre agli edifici sono presenti poi: un campo, una montagna, un albero e un fiume. Quando queste zone scintillano, è possibile ritirare differenti oggetti, toccando più volte l'area scintillante oppure basterà tenere premuto sull'area per ritirare tutti gli oggetti all'istante.
- Negozio: Il Negozio, è diviso in tre parti:
  - GEMME: In quest'area possiamo acquistare le gemme con denaro reale, che permettono di evocare le unità nell'opzione "Invoca", recuperare l'Energia, le Sfere Arena, e molto altro.
  - PACCHETTI: Andando su PACCHETTI invece, sarà possibile acquistare differenti pacchetti con contenuti esclusivi (unità rara, unità per il miglioramento, gemme, ticket per l'evocazione, rospi e molto altro).
  - ALTRO: Su ALTRO, invece, è possibile ripristinare la propria Energia, aumentare lo slot unità, aumentare lo slot oggetti, recuperare le tre Sfere Arena, e aumentare la capacità di amici, tutto a costo di 1 gemma.
- Invoca: In questa opzione, invece, avremmo accesso a due tipo di evocazioni:
  - RARA: Nell'evocazione RARA, possiamo evocare le più potenti delle unità, oppure unità esclusive. Un'evocazione richiede 5 gemme, ma ci sono eventi speciali che permettono di evocare a 1 gemma, poi 2, 3, 4 e infine 5. Ogni 10 evocazioni, inoltre, si ha accesso a uno speciale ticket, che permette di evocare una volta senza spendere gemme.
  - ONORE: L'evocazione ONORE, permette di evocare unità alquanto scarse ma, con un po' di fortuna, è possibile comunque trovare unità discrete. Diversamente dall'evocazione RARA, nell'evocazione ONORE, si evoca con i "Punti Onore", speciali punti che possono essere ricevuti come regali dai propri amici, combattendo in missione, alcune volte vengono regalati una grossa quantità dallo staff di gioco, oppure tramite il sistema daily-gift. Un'evocazione d'ONORE costa 200 Punti Onore. Per concludere, lo staff di gioco, alcune volte, sostituisce per un breve periodo di tempo le unità presenti nel portale ONORE, con unità da fusione, folletti, rospi e molto altro; tutte unità utilissime per potenziare le proprie.
- Social: Infine c'è l'opzione Social. Nell'opzione Social si ha accesso ad altre sei funzioni:
  - Elenco amici: Nell'opzione Elenco amici, si aprirà un elenco che mostrerà tutti gli amici che abbiamo registrato. La capienza massima di amici arriva a 100, ma quando inizieremo il gioco essa verrà allargata ogni level up fino a 50. Se si vuole poi allargare fino a 100 bisogna andare su "Negozio", su "ALTRO" e su "Aumenta capacità amici", e, sempre al prezzo di 1 gemma, potremmo ampliare di 5 posti la nostra lista amici.
  - Richiesta di amicizia: In questa parte si aggiungono tutte le richieste di amicizia che abbiamo in uscita ed entrata.
  - Aggiungi amico: Grazie a questa opzione, possiamo aggiungere altri giocatori al nostro Elenco amici. Per aggiungere un giocatore basterà inserire il suo ID giocatore, e mandare la richiesta. Una volta accettata, quest'ultimo finirà nell'Elenco amici.
  - Regali: Oltre ad avere amici, sarà possibile anche ricevere regali da essi. In questa opzione, potremmo inserire i regali che vorremmo ricevere dai nostri amici, e potremmo ovviamente, mandarne anche noi a loro. Si potrà mandare un tipo di regalo una volta al giorno.
  - Coupon: Inserendo qui uno speciale codice (che viene dato dallo staff di gioco attraverso la pagina Facebook, oppure durante alcuni eventi o fiere), sarà possibile sbloccare un'unità rara, decisa ovviamente dallo staff. Se si insisterà a inserire un codice errato, già utilizzato, oppure inesistente, dopo qualche tentativo, l'opzione si bloccherà fino al giorno dopo.
  - Speciale: Inserendo un codice amico, si ha la possibilità di ricevere come regalo un Dio del metallo, che verrà inviato nel baule della schermata principale. Anche l'utente a cui corrisponde il codice amico inserito riceve il Dio del metallo nel baule.

## Unità ed evoluzioni
Nel gioco esistono più di 1000 unità, da scarsi mostri a potenti spadaccini, maghi, arcieri e molto altro. Molte di queste unità hanno una propria evoluzione che, oltre a cambiare l'aspetto di quest'ultima, migliora le statistiche, potenziando l'Abilità leader e la Brave Burst. La rarità di un'unità viene spesso indicata dalla quantità di stelle, che va da 1 a 7 stelle, eccetto alcune unità che arrivano a 4-5 che sono spesso mostri scarsi. Oltre a identificare la rarità di un'unità con le stelle, che rimane comunque il metodo più preciso ed affidabile di tutti, è possibile affidarsi anche alle rarità. Esistono tre tipi di rarità:
- ACQUIRED!! (rarità base di un'unità, anche se non viene definita una vera e propria rarità)
- RARE!! (primo livello di rarità. È un'unità a 3 stelle)
- SUPER RARE!! (secondo livello di rarità a 4 stelle)
- MEGA RARE!! (ultimo livello di rarità che va da 5 a 7 stelle)

Nella versione europea, sono state pubblicate il 23 e il 30 ottobre 2015 le unità (Bad Lands) ispirate ai protagonisti del film Mad Max: Fury Road; il 16 dicembre 2015 sono state pubblicate le unità (Neo Avalon) ispirate ai protagonisti del film I cavalieri della Tavola Rotonda.

## Brave Burst, Super Brave Burst e Ultimate Brave Burst
La Brave Burst, abbreviata BB, è la mossa finale che può essere lanciata quando un'unità in battaglia ha la barra blu (situata sotto la barra vita) carica. Per riempire la barra BB basterà danneggiare i nemici durante il corso delle battaglie, che spesso vanno da 1 a 12 massimo; questi rilasciano dei Cristalli da Battaglia (CB) utili appunto per riempire la barra BB di ogni unità in squadra. Il discorso cambia se vogliamo lanciare la Super Brave Burst (abbreviata SBB), il quale basterà riempire una seconda volta la barra BB che apparirà di un color dorato. Per lanciare la SBB bisogna prima aumentare il livello della BB principale e tutto questo ovviamente avverrà al di fuori della lotta. Per aumentare il livello, dobbiamo fondere con l'unità a cui vogliamo potenziare la BB, dei speciali rospi rossi chiamati "Rospi ingordi", che aumentano del 100% la BB dell'unità scelta di 1 punto (esiste anche un altro rospo, chiamato "Imperatore Burst", il quale aumenta di 5 punti il livello BB di un'unità). E non è finita; è presente anche un altro rospo, chiamato "Rospo robot", che aumenta la BB, SBB e UBB, livello, statistiche, e slot sfera. Alcuni mostri e alcune unità, se possibile, possiedono una piccola percentuale di aumentare di 1 punto la BB; percentuale che si perde raggiungendo livelli di BB più alti. Per sapere se il mostro o l'unità che fondiamo può aumentare la BB, basterà individuare prima della fusione la sigla "BBUP !?" sull'icona dell'unità che vogliamo utilizzare. Una volta portata la BB al 10, si avrà accesso alla SBB livello 1 che, se portata nuovamente al livello 10, sbloccherà la Ultimate Brave Burst (detta UBB). Se, invece, vogliamo riempire la UBB, dovremmo innanzitutto riempire la barra OVERDRIVE (presente sotto il team quando siamo in battaglia). Una volta riempita la barra OVERDRIVE, attiveremo quest'ultima sull'unità capace di lanciare la UBB. Infine non ci rimane altro che riempire (una sola volta) la barra UBB (che assumerà un colore rosso) per poi scagliare la sua enorme potenza sui nemici. La UBB si sblocca portando per prima cosa la SBB al livello 10, e poi, dando i rospi all'unità capace di lanciare la UBB, potremmo sbloccare quest'ultima.
C'è da tenere presente che, in base alla rarità delle nostre unità, possiamo insegnare la SBB/UBB. Di base tutte le unità hanno accesso a una propria BB. Se vogliamo invece superare i confini e quindi insegnare la SBB a un'unità dovremmo avere quest'ultima nella forma a 6 stelle. Nonostante però sia possibile aumentare il livello di BB alle unità da 6 stelle in giù, queste ultime, anche se raggiungeranno il livello 10 di BB, non sbloccheranno la SBB. Infine, se vogliamo sbloccare la UBB, dovremmo avere obbligatoriamente l'unità nella forma a 7 stelle.